# Adam Bukowczyk
Adam Paweł Bukowczyk (ur. 13 września 1923 we Lwowie, zm. 16 kwietnia 2014) – polski psychiatra, profesor nauk medycznych, w latach 1964–1976 Kierownik Katedry i Kliniki Psychiatrii Akademii Medycznej we Wrocławiu, członek Wrocławskiego Towarzystwa Naukowego, żołnierz Armii Krajowej.

## Życiorys
Urodził się we Lwowie i tam, jeszcze przed ukończeniem szóstego roku życia, rozpoczął naukę w szkole powszechnej. W 1938 roku w związku z przydzieleniem jego ojca do Dowództwa Okręgu Korpusu Nr IV jego rodzina przeniosła się do Łodzi, gdzie Bukowczyk uczęszczał najpierw krótko do I Liceum Ogólnokształcącego im. Mikołaja Kopernika, a potem do XXV Liceum Ogólnokształcącego im. Stefana Żeromskiego. Zaczął też działalność w harcerstwie, w III łódzkiej drużynie harcerskiej, gdzie już w 1938 roku przed wakacjami przewodził drużynie harcerzy.
We wrześniu 1939 roku, po agresji Niemiec na Polskę, został ewakuowany z Łodzi przed zbliżającym się frontem. Podążając za ojcem, przez Równe i Warszawę, trafił do Garwolina, pod którym natrafił na członków jednostki ojca. Razem z tą jednostką przejechał całe Pogórze aż do Włodzimierza Wołyńskiego, gdzie obchodził szesnaste urodziny i złożył przysięgę wojskową. W czasie wojny należał do Armii Krajowej. Walczył w jej szeregach aż do wkroczenia do Łodzi wojsk sowieckich w 1945 roku.
Ukończył studia na Akademii Medycznej w Łodzi i na Uniwersytecie Zuryskim. Po studiach związał się z Akademią Medyczną we Wrocławiu. W latach 1964–1976 był Kierownikiem Katedry i Kliniki Psychiatrii we Wrocławiu. Zainicjował jej współpracę ze Światową Organizacją Zdrowia Psychicznego i Uzależnień Lekowych w Genewie. Założył również w Klinice pierwszy w Polsce telefon zaufania. Telefon rozpoczął działalność 14 czerwca 1967, całodobowo dyżury pełnili w niej lekarze etatowi Kliniki kierowanej przez Bukowczyka m.in. dr Teresa Fiszer i dr Krystyna Wilczkowska. Do Łodzi powrócił w 1975 roku i objął Katedrę Psychiatrii tamtejszej, macierzystej Akademii Medycznej. Był członkiem Wrocławskiego Towarzystwa Naukowego.
W stanie wojennym swe doświadczenia przekazywał grupie związanej z Biuletynem Łódzkim, który współredagował. W 1983 roku, razem z księdzem Janem Sobczakiem zorganizował Instytut Teologiczny skupiający nauczycieli wywodzących się z grupy Obecność, opierającej swoją działalność na samokształceniu. W latach 80. uczestniczył w spotkaniach Stronnictwa Wierności Rzeczypospolitej z Wojciechem Ziembińskim w Warszawie. Brał także czynny udział w działaniach Konfraterni Literackiej w Łodzi obok m.in. Jerzego Kropiwnickiego.
W 1989 roku był biegłym opiniującym w procesie Mariusza Trynkiewicza.
Zmarł 16 kwietnia 2014.

## Wybrane prace
- Badania nad zachowaniem się kwasu szczawiowego we krwi i płynie mózgowo-rdzeniowym w schizofrenii[7].
- Eugeniusz Wilczkowski i Adam Bukowczyk: Krótka diagnostyka psychiatryczna. Państwowy Zakład Wydawnictw Lekarskich, Warszawa, wydanie I – 1961, wydanie II – przejrzane i uzupełnione – 1966.
- Adam Bukowczyk, Bernard Spisla, Henryk Szydlik, August Wasik: Wstępne doświadczenia wrocławskie z telefonicznej pomocy psychiatrycznej. Polski Tygodnik Lekarski. 1968. T. 23, nr 15; s. 563–564.
- Adam Bukowczyk, Jerzy Domagalski, Jerzy Siwczyński, Krystyna Wilczkowska: Badania nad działaniem antydepresyjnym Doksepiny (Sinequan). Psychiatria Polska. Rok 1971, T. V, Nr 2; s. 197–200.